# Ильича (Тульская область)
Ильича — поселок в Венёвском районе Тульской области в составе Центрального сельского поселения.

## География
Поселок находится в северо-восточной части Тульской области на расстоянии приблизительно 8 км на север-северо-восток от города Венёв, административного центра района.

## История
Поселок был отмечен на карте перед Великой Отечественной войной как населенный пункт с 13 дворами.

## Население
Постоянное население составляло 4 человека (русские 100 %) в 2002 году, 0 в 2010.